# 해운대 FC
해운대 FC는 부산광역시에 위치한 under-12팀 유형의 축구단이다. 본래 해운대초등학교의 축구부원으로만 구성되어 있었으나, 현재는 클럽팀으로 전환하여 활동중이다.

## 참고 문헌
- “KFA 통합경기정보 시스템”. 대한축구협회.

## 같이 보기
- 해운대초등학교